# Kuno Mittelstädt
Kuno Mittelstädt (* 28. Mai 1930 in Potsdam; † 25. August 2016 auf der Insel Hiddensee) war ein deutscher Verleger und Kunsthistoriker.

## Leben
Kuno Mittelstädt veröffentlichte spätestens ab 1959 kunsthistorische Werke im Henschelverlag in Berlin/DDR. Er übernahm die Leitung des Lektorats Bildende Künste und 1967 von Bruno Henschel die Leitung des Verlags. Als der Verlag 1992 in den Konkurs ging, schied Mittelstädt aus und führte danach gemeinsam mit seiner Frau, der Lektorin und Schriftstellerin Renate Seydel, eine Buchhandlung in Vitte (Insel Hiddensee). Er verfasste Werke über die Maler Albrecht Dürer, Eugène Delacroix, Paul Gauguin, Vincent van Gogh und andere.

## Veröffentlichungen
- Meisterwerke europäischer Malerei. Henschelverlag, Berlin 1959
- Die Selbstbildnisse Paul Gauguins. Henschelverlag, Berlin 1966
- Vincent van Gogh. Henschelverlag, Berlin 1973
- Eugène Delacroix. Henschelverlag, Berlin 1974
- Dürer. Henschelverlag, Berlin 1979 (neu unter dem Titel Albrecht Dürer, 1988)
- Matthias Grünewald. Henschelverlag, Berlin 1987
- Der Traum von einem neuen Leben / Paul Gauguin. Hrsg. von Kuno Mittelstädt, Berlin 1991